# Marine Turchi
Pour les articles homonymes, voir Turchi.
Marine Turchi, née en 1982, est une journaliste française.
Membre de Mediapart depuis sa création, elle travaille en particulier sur le Front national et les violences sexuelles.

## Biographie

### Études
Marine Turchi avance une passion pour la politique depuis son enfance, doublée d'une recherche de la vérité. Diplômée de Sciences-Po Lille en 2005, Marine Turchi écrit ses premiers articles pour La Dépêche du Midi, avant d’intégrer l’École supérieure de journalisme de Lille (ESJ).
Elle en ressort en 2007, spécialisée en presse écrite et multimédia. Passionnée par la politique, elle réalise différentes enquêtes dans le Nord et suit, en stage au service France du Monde la campagne électorale de Jean-Marie Le Pen. Elle passe également par le service société du Nouvel Observateur.
Elle remporte en 2007 le prix Charles-Gide des étudiants en journalisme, qui récompense le meilleur reportage d’économie sociale et solidaire. Elle reçoit également le prix Bayard des jeunes journalistes 2007 pour son article « Apprendre le b.a.-ba sur le Web » pour La Croix.
Elle rejoint ensuite pendant sept mois la rédaction du magazine Télé 2 semaines, grâce à sa sélection à l’Académie Prisma Presse.

### Carrière journalistique
Fraîchement diplômée, Marine Turchi intègre l’équipe de Mediapart à sa création en 2008. Elle est alors la plus jeune journaliste de la rédaction.

#### Suivi de l'extrême droite (2008-2017)
Pendant neuf ans, elle s’intéresse au Front national, à la droite et aux porosités qui existent entre les deux,,. Selon Marie Claire, elle devient rapidement la « bête noire du FN, et notamment des anciens du GUD ». Durant cette période, elle se voit interdite d’entrée à des événements officiels du parti d'extrême droite ouverts à la presse et refuser toute interview de cadres du parti. En 2017, interrogée par David Dufresne, Marine Turchi explique que « la jeune génération du FN est beaucoup plus intolérante avec les journalistes qu’une partie de la vieille génération ». Et ajoute : « Mediapart a été blacklisté par le FN, et les portes se sont refermées. Plus d’accès, plus d’interviews, plus de déclarations ‟on”. Il a fallu trouver un autre moyen de couvrir ce parti, ses militants, ses électeurs. En un sens, cette interdiction m’a poussée à un traitement plus enquêté sur ce parti ». Questionnée sur le traitement médiatique du mouvement, elle déclare : « Le Front national a toujours suscité, dans un sens comme dans l'autre, des réactions exacerbées, passionnées. Donc le moyen le plus adéquat de le traiter est de rester sur le terrain des faits : décryptage des programmes, bilans de ses villes, votes de ses élus, enquêtes sur ses finances. Des faits, des faits, des faits. ».

##### Victime de menaces et intimidations
En janvier 2015, elle est menacée de mort « par un groupe de quatre à cinq personnes, parmi lesquelles Axel Loustau », un proche de Marine Le Pen. Olivier Duguet, trésorier d’un microparti de soutien à Marine Le Pen nommé Jeanne lui dit : « Je vais te tuer ! Je vais te retrouver ! Je vais t'attendre en bas de chez toi ! ». Interrogée sur cet incident lors d'une conférence de presse, la présidente du FN a déclaré : « Si Marine Turchi a quelque chose à reprocher à ces gens, elle peut porter plainte », ajoutant qu'elle continuait de ne pas vouloir « répondre à Mediapart ». Marine Turchi raconte qu'à chaque scoop sur le Rassemblement national, elle a subi des coups de pression. « Des centaines de coups de fils malveillants, des textos d'insultes, son domicile est localisé » », décrit Marie Claire.
Poursuivi en diffamation pour un article que Marine Turchi a écrit, Mediapart gagne en appel contre Axel Loustau en juin 2018.
Selon Mediapart, Marine Turchi « a subi de la part de l'extrême droite un véritable harcèlement judiciaire, reçu un nombre incalculable d’insultes et de menaces (notamment par SMS sur son propre téléphone), et a été physiquement intimidée à plusieurs reprises ».

#### Enquêtes sur les violences sexuelles (2017-)
En 2015, elle participe à l'ouvrage collectif Informer n'est pas un délit.
Elle travaille également sur les violences sexuelles, en particulier sur les affaires Tariq Ramadan et Luc Besson,,.
Elle rejoint en 2017 le service Enquête du journal et travaille sur les violences sexuelles et sexistes en binome avec Lénaig Bredoux.
Marine Turchi intervient entre 2008 et 2014 à l’ESJ de Lille et au Centre de formation et de perfectionnement des journalistes (CFPJ) de Paris.
En 2018, elle renonce à publier une enquête sur des violences sexuelles et Claude Lanzmann après la mort du cinéaste. Elle fait partie des candidatures retenues pour le 82e prix Albert-Londres, pour son travail sur les violences sexuelles.

#### Marine est au courant de tout…
Elle publie en 2017 son premier livre avec Mathias Destal, Marine est au courant de tout…, où elle lève le voile sur l’argent secret, les financements et les hommes de l'ombre du Front national. Dans cet ouvrage de 400 pages, les deux journalistes essaient de comprendre pourquoi Marine Le Pen conserve dans son premier cercle et dans son organisation financière les radicaux du parti alors qu’elle a évincé son père. Pour Marine Turchi, l’enquête qu’elle a conduite avec Mathias Destal s'est déroulée dans un « climat général vraiment hostile ». L'hebdomadaire Marianne estime que ce livre est « une magistrale étude de mœurs qui explore, tout à la fois, les ressorts historiques, économiques et psychologiques du clan frontiste ». Pour Libération, « l’un des mérites de l’ouvrage est de retracer en détail la prise en main du trésor frontiste par un groupe de proches de Marine Le Pen ». Dans un entretien à France Culture, Marine Turchi explique que « l'argent est au cœur de l’histoire du Front national et de ses brouilles familiales et politiques ».

#### Affaire Adèle Haenel
Dans une longue enquête publiée le 3 novembre 2019 sur Mediapart, Marine Turchi révèle l’« emprise » qu'a exercée le réalisateur Christophe Ruggia sur la comédienne Adèle Haenel entre 2001 et 2004, pendant et après le tournage du film Les Diables. Celle-ci accuse le réalisateur d'« attouchements » et de « harcèlement sexuel » alors qu'elle était âgée de 12 à 15 ans. Outre les propos d'Adèle Haenel, l'enquête s'appuie sur une trentaine de témoignages et deux lettres signées par le réalisateur à l’attention de la jeune actrice, datant de juillet 2006 et juillet 2007, dans lesquelles il évoque son « amour pour [elle] » et déplore de devoir « continuer à vivre avec cette blessure et ce manque ».

## Publications
- ouvrage collectif sous la direction de Fabrice Arfi et de Paul Moreira, Informer n'est pas un délit : Ensemble contre les nouvelles censures, Calmann-Lévy, 2015
- Mathias Destal et Marine Turchi, Marine est au courant de tout…, Flammarion, 2017, 411 p.
- Marine Turchi, Faute de preuves, éditions du Seuil, 2021, 416 p. (ISBN 9782021483567)

## Filmographie
- Envoyé spécial. Front national : les hommes de l’ombre - 16 mars 2017 (France 2)[28]